# Gohelwar

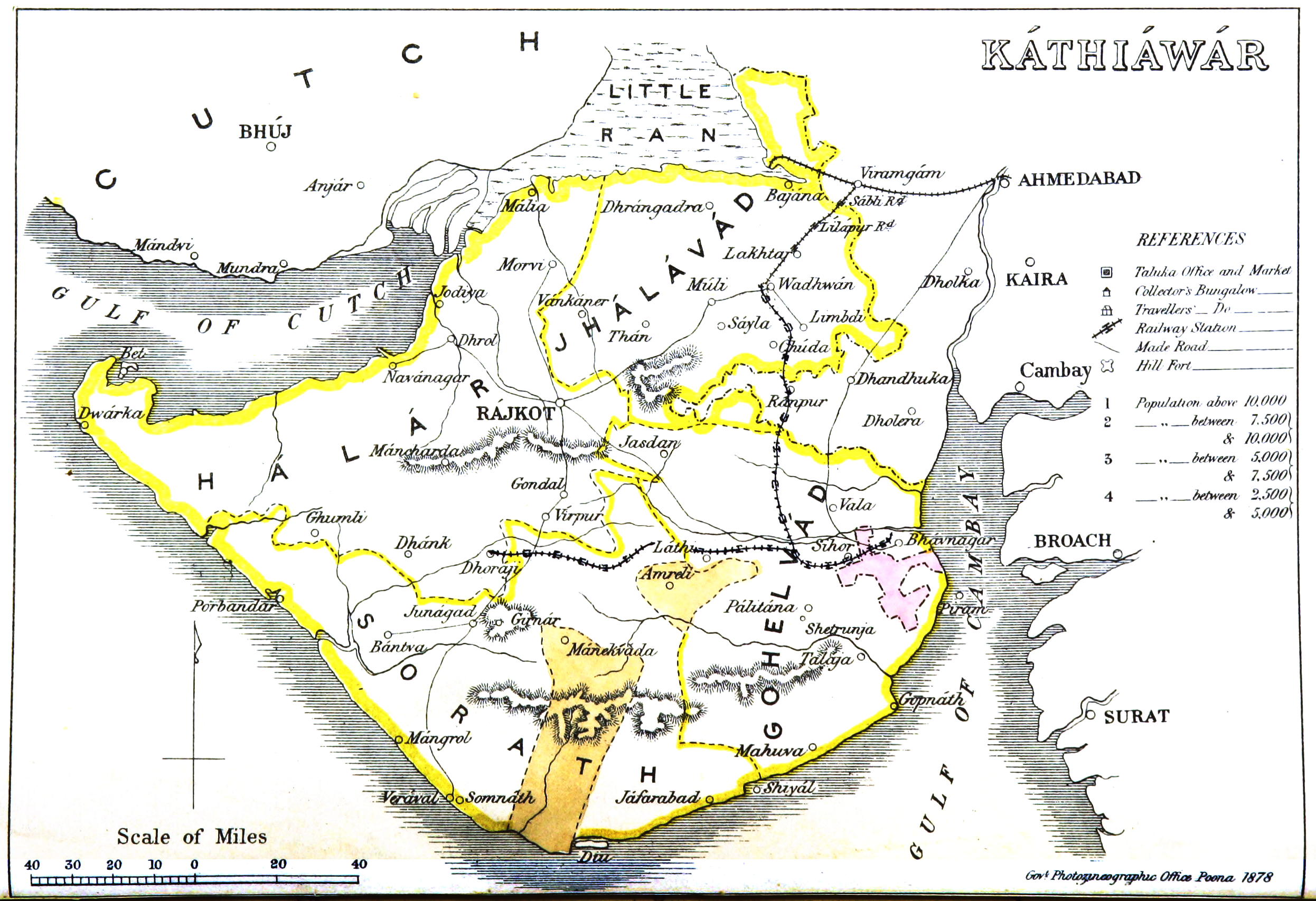
Mapa de Kathiawar amb les seves quatre regions: Halar, Jhalawad, Sorath i Gohelwad.

Gohelwad o Gohilwar fou un antiga comarca o prant del Kathiawar, una de les quatre divisions d'aquest territori a la presidència de Bombai i avui al Gujarat. Portava aquest nom pel clan dels gohels rajputs principals habitants i terratinents.
Està situat al sud-est a la vora del golf de Cambay. La seva superfície era de 10.300 km² aproximadament i la població (1881) de 98.395 habitants. Estava format per diversos estats tributaris protegits, dels quals el principal era Bhavnagar o Bhaunagar.